# برنامج الأمم المتحدة للبيئة
برنامج الأمم المتحدة للبيئة (بالإنجليزية: United Nations Environment Programme - UNEP)‏ هو برنامج تابع للأمم المتحدة، ينسق الأنشطة البيئية للمنظمة ويساعد البلدان النامية في تنفيذ السياسات والممارسات السليمة بيئيًا. أسسه موريس سترونج، وهو مديره الأول، نتيجة لمؤتمر الأمم المتحدة المعني بالبيئة البشرية (مؤتمر ستوكهولم) في يونيو عام 1972، وهو مسؤول بشكل عام عن المشكلات البيئية من بين وكالات الأمم المتحدة، وتشرف مع ذلك منظمات الأمم المتحدة الأخرى مثل أمانة اتفاقية الأمم المتحدة الإطارية بشأن التغير المناخي التي مقرها في بون، واتفاقية الأمم المتحدة لمكافحة التصحر، على المحادثات الدولية بشأن القضايا المتخصصة، مثل معالجة تغير المناخ أو مكافحة التصحر. تغطي أنشطة برنامج الأمم المتحدة للبيئة مجموعة واسعة من القضايا المتعلقة بالغلاف الجوي، والنُظم البيئية البحرية والبرية، والحوكمة البيئية، والاقتصاد الأخضر.
لعب دورًا هامًا في تطوير الاتفاقيات البيئية الدولية، وتعزيز العلوم والمعلومات البيئية، وتوضيح الطريقة التي يمكن تنفيذها بها بالاقتران مع السياسة، والعمل على تطوير وتنفيذ السياسة مع الحكومات الوطنية والمؤسسات الإقليمية بالاشتراك مع المنظمات البيئية غير الحكومية (إن جي أوز). نشط برنامج الأمم المتحدة للبيئة أيضا في تمويل وتنفيذ المشاريع الإنمائية المتعلقة بالبيئة.
ساعد برنامج الأمم المتحدة للبيئة في صياغة المبادئ التوجيهية والمعاهدات بشأن قضايا مثل التجارة الدولية في المواد الكيميائية التي يُحتمل أن تكون ضارة، وتلوث الهواء العابر للحدود، وتلوث الممرات المائية الدولية. تكون الوثائق ذات الصلة، بما في ذلك الأوراق العلمية، متاحة عبر محفوظات وثائق برنامج الأمم المتحدة للبيئة.
أنشأت المنظمة العالمية للأرصاد الجوية وبرنامج الأمم المتحدة للبيئة، اللجنة الدولية للتغيرات المناخية (آي بّي سي سي) في عام 1988. تعتبر الأمم المتحدة للبيئة أيضًا واحدة من عدة وكالات منفذة لصندوق البيئة العالمي (جي إي أف)، والصندوق متعدد الأطراف لتنفيذ بروتوكول مونتريال، كما أنها عضو في مجموعة الأمم المتحدة الإنمائية. طُوّرت المدونة الدولية لإدارة السيانيد، وهي برنامج لممارسات أفضل في استخدام المواد الكيميائية في عمليات تعدين الذهب، تحت رعاية الأمم المتحدة للبيئة.

## الأنشطة
تتعلق الأنشطة الرئيسية لبرنامج الأمم المتحدة للبيئة بما يلي:
- التغير المناخي.
- تضمين النهج الإقليمي للتغير المناخي (تي إيه سي سي).
- الكوارث والصراعات، سعى برنامج الأمم المتحدة للبيئة إلى تخفيف تأثير حالات الطوارئ أو الكوارث الطبيعية على صحة الإنسان، والاستعداد للكوارث المستقبلية. يساهم في الحد من أصل الكوارث عن طريق التحكم في توازن النظم البيئية، والدعم النشط لإطار سينداي للحد من مخاطر الكوارث، الذي يهدف إلى الحد من مخاطر الكوارث (دي أر أر). يدعم برنامج الأمم المتحدة للبيئة -بالإضافة إلى منع الكوارث الطبيعية- البلدان، كمساعدتها في سن القوانين أو السياسات التي تحمي البلدان من التعرض لأضرار خطيرة بسبب الكوارث. ساعد 40 دولة على التعافي من آثار الكوارث.[4]
- إدارة النظام البيئي.
- الحوكمة البيئية.
- البيئة الخاضعة للاستعراض.
- يقدم برنامج الأمم المتحدة للبيئة معلومات وبيانات عن البيئة العالمية لأصحاب المصلحة، بما في ذلك الحكومات والمنظمات غير الحكومية والجمهور، من أجل المشاركة في تحقيق أهداف التنمية المستدامة. تستند المعلومات التي يشاركها برنامج الأمم المتحدة للبيئة على أحدث العلوم وتُجمع بطريقة مناسبة. يجعل ذلك صانعي السياسات يجدون معلومات موثوقة بشكل فعال. يمكن لأصحاب المصلحة من خلال توقعات البيئة ومؤشرات أهداف التنمية المستدامة، الوصول إلى المعلومات بسهولة. توفر منصة البث المباشر لبرنامج الأمم المتحدة للبيئة والوصول عبر الإنترنت للبحث في البيئة (أو إيه أر إي) معلومات شفافة يجمعها برنامج الأمم المتحدة للبيئة.[5]
- المواد الضارة.
- كفاءة استخدام المواد.

### برامج الجوائز
أُنشئت العديد من برامج الجوائز لتكريم العمل المتميز في المجال البيئي. أُطلقت قائمة الشرف العالمية 500 لبرنامج الأمم المتحدة للبيئة في عام 1987 وانتهت في عام 2003. مُنحت جائزة أبطال الأرض التي تلتها في عام 2005، وجائزة أبطال الأرض الشباب المماثلة بشكل سنوي، لرواد الأعمال، والعلماء، وقادة السياسات، والمواهب المرتقبة، والأفراد، والمنظمات، الذين لهم تأثيرات إيجابية كبيرة على الموارد والبيئة في مناطقها.

### إنجازات ملحوظة
سجل برنامج الأمم المتحدة للبيئة العديد من النجاحات، مثل بروتوكول مونتريال لعام 1987 للحد من انبعاثات الغازات المسؤولة عن ترقق طبقة الأوزون الواقية للكوكب، واتفاقية ميناماتا لعام 2012، وهي معاهدة للحد من الزئبق السام.
رعى برنامج الأمم المتحدة للبيئة تطوير برامج القروض الشمسية، بمعدلات سداد مغرية، لتخفيض تكاليف النشر الأولية، وجذب المستهلكين للنظر في أجهزة الفلطاضوئية الشمسية وشرائها. أشهر مثال على ذلك هو برنامج القروض الشمسية الذي ترعاه الأمم المتحدة للبيئة والذي ساعد 100 ألف شخص في تمويل أنظمة الطاقة الشمسية في الهند. أدى النجاح في برنامج الطاقة الشمسية في الهند إلى مشاريع مماثلة في أجزاء أخرى من العالم النامي، بما في ذلك تونس والمغرب وإندونيسيا والمكسيك.
يرعى برنامج الأمم المتحدة للبيئة مشروع الأهوار في الشرق الأوسط. نبهت الأمم المتحدة للبيئة في عام 2001 بشأن تدمير الأهوار، عندما نشرت صور الأقمار الصناعية التي تبين أن 90% من الأهوار قد فقدت. بدأ برنامج الأمم المتحدة للبيئة «دعم الإدارة البيئية للأهوار العراقية» في أغسطس عام 2004 لإدارة منطقة الأهوار بطريقة سليمة بيئيًا.
لدى الأمم المتحدة للبيئة برنامج للشباب يعرف باسم تونزا. يوجد ضمن هذا البرنامج مشاريع أخرى مثل توقعات البيئة الأفريقية للشباب.
البرنامج الدولي للتعليم البيئي (1975-1995)
قادت اليونسكو وبرنامج الأمم المتحدة للبيئة على مدار عقدين من الزمان، البرنامج الدولي للتعليم البيئي (1975-1995)، الذي حدد رؤية، وقدم إرشادات عملية حول كيفية إدارة التعليم من أجل التوعية البيئية. أطلقت منظمة الأمم المتحدة للتربية والعلم والثقافة (اليونسكو) في عام 1976، نشرة إخبارية للتعليم البيئي «كونيكت» بصفتها الهيئة الرسمية لبرنامج يونسكو-يونيب الدولي للتعليم البيئي (آي إي إي بّي). كانت بمثابة مركز لتبادل المعلومات حول التعليم البيئي (إي إي) بشكل عام، ولتعزيز أهداف وأنشطة آي إي إي بّي على وجه الخصوص، فضلا عن كونها شبكة للمؤسسات والأفراد المهتمين والناشطين في التعليم البيئي حتى عام 2007.
التغير المناخي
تنبأ برنامج الأمم المتحدة للبيئة في عام 1989 بأن «أممًا بأكملها يمكن أن تُمحى من على وجه الأرض بسبب ارتفاع مستويات سطح البحر إذا لم يُعكس اتجاه الاحتباس الحراري العالمي بحلول عام 2000».
توقع برنامج الأمم المتحدة للبيئة في عام 2005 أنه «ممن الممكن أن يصبح 50 مليون شخص لاجئين بيئيين بحلول عام 2010، هربًا من آثار التغير المناخي».
قال برنامج الأمم المتحدة للبيئة في 16 مارس 2008 إن الأنهار الجليدية تتقلص بمعدلات قياسية، وقد يختفي الكثير منها خلال عقود. وجد العلماء الذين يقيسون صحة ما يقارب ثلاثين نهرًا جليديًا حول العالم، أن فقدان الجليد وصل إلى مستويات قياسية في عام 2006. انكمشت الأنهار الجليدية بمقدار 4.9 قدم في عام 2006، وهي أحدث سنة توفرت فيها البيانات. سُجلت الخسارة الأكثر خطورة في نهر بريدال بليكبرا الجليدي النرويجي، الذي انكمش بمقدار 10.2 قدم في عام 2006. فقدت الأنهار الجليدية في المتوسط حوالي قدم من الجليد سنويًا بين 1980 و1999، إلا أن متوسط الخسارة ارتفع إلى حوالي 20 بوصة منذ مطلع الألفية.

## المدراء التنفيذيون لبرنامج الأمم المتحدة للبيئة
| # | الصورة         | الاسم (الميلاد–الوفاة)  | الجنسية | تولى مهام منصبه | ترك منصبه |
| - | -------------- | ----------------------- | ------- | --------------- | --------- |
| 1 | Maurice Strong | موريس سترونج (1929–)    | كندا    | 1972            | 1975      |
| 2 |                | مصطفى كمال طلبة (1922–) | مصر     | 1975            | 1992      |
| 3 |                | Elizabeth Dowdeswell    | كندا    | 1992            | 1998      |
| 4 | Klaus Töpfer   | كلاوس توبفر (1938–)     | ألمانيا | 1998            | 2006      |
| 5 | Achim Steiner  | أكيم شتاينر (1961–)     | ألمانيا | 2006            | حتى الآن  |

هيكلية برنامج الأمم المتحدة للبيئة وتضم ستة أقسام أساسية هي
- قسم الإنذار المبكر والتقييم (DEWA)
- قسم تنفيذ السياسات البيئية (DEPI)
- قسم التكنولوجيا والصناعة والاقتصاد (DTIE)
- قسم التعاون الإقليمي (DRC)
- قسم القانون البيئي والاتفاقيات (DELC)
- قسم الاتصالات والإعلام (DCPI).

## الأولويات الرئيسية
- لدى البرنامج نظام للرصد والتقييم والإنذار المبكر في مجال البيئة حول العالم.
- تشجيع النشاط البيئي حول العالم وزيادة الوعي المجتمعي بالقضايا البيئية.
- تبادل المعلومات عن التكنولوجيات السليمة بيئياً وإتاحتها للجميع.
- تقديم المشورة التقنية والقانونية والمؤسساتية للحكومات والمنظمات الإقليمية.

## وصلات خارجية
- الموقع الرسمي
- برنامج الأمم المتحدة للبيئة على موقع الموسوعة البريطانية (الإنجليزية)